# Carigara
Carigara (Bayan ng Carigara) är en kommun i Filippinerna. Kommunen ligger på ön Leyte, och tillhör provinsen Leyte. Folkmängden uppgår till 43 455 invånare.

## Barangayer
Carigara är indelat i 49 barangayer.
| - Balilit - Barayong - Barugohay Central - Barugohay Norte - Barugohay Sur - Baybay (Pob.) - Binibihan - Bislig - Caghalo - Camansi - Canal - Candigahub - Canlampay - Cogon - Cutay - East Visoria - Guindapunan East | - Guindapunan West - Hiluctogan - Jugaban (Pob.) - Libo - Lower Hiraan - Lower Sogod - Macalpi - Manloy - Nauguisan - Pangna - Parag-um - Parina - Piloro - Ponong (Pob.) - Sagkahan - San Mateo (Pob.) | - Santa Fe - Sawang (Pob.) - Tagak - Tangnan - Tigbao - Tinaguban - Upper Hiraan - Upper Sogod - Uyawan - West Visoria - Paglaum - San Juan - Bagong Lipunan - Canfabi - Rizal (Tagak East) - San Isidro |